# La Rural
A Exposição de Ganadaria, Agricultura e Indústria, (em Castelhano: Exposición de Ganadería, Agricultura e Indústria), popularmente conhecida como La Rural, Palermo ou Predio Ferial de Buenos Aires, é um evento anual organizado pela Sociedad Rural Argentina em Buenos Aires. A mostra, uma das mais importantes da Argentina, realiza-se normalmente em Julho, mas já abarcou a primeira quinzena de Agosto.
Em 2016 realizou-se a 130ª edição do certame. A principal atracção é a ganadaria, com diversas espécies em exposição, mas a La Rural é também um espaço em que se mostram os avanços da indústria do país.
A Exposição realiza-se no Predio Ferial de Palermo, aberto em 1878 com a terceira Exposição Nacional de Ganadaria. Situa-se no bairro de Palermo e inclui uma área coberta de 45 mil metros quadrados, além de 10 mil metros quadrados ao ar livre, espaços verdes e um estacionamento subterrâneo com capacidade para cerca de mil viaturas.

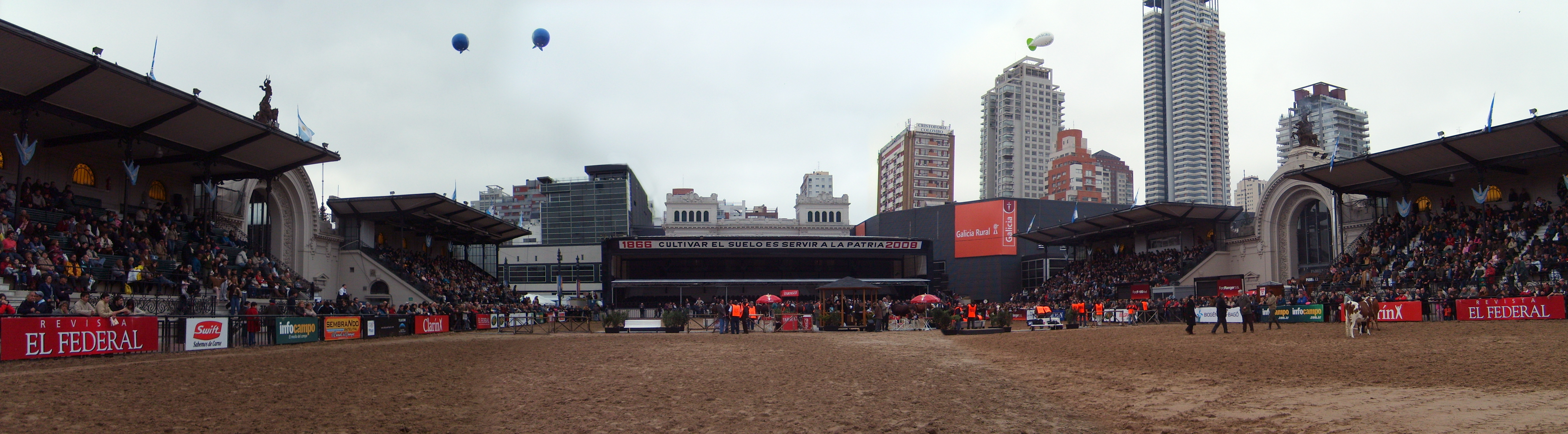
La Rural em 2008.

## Pavilhões

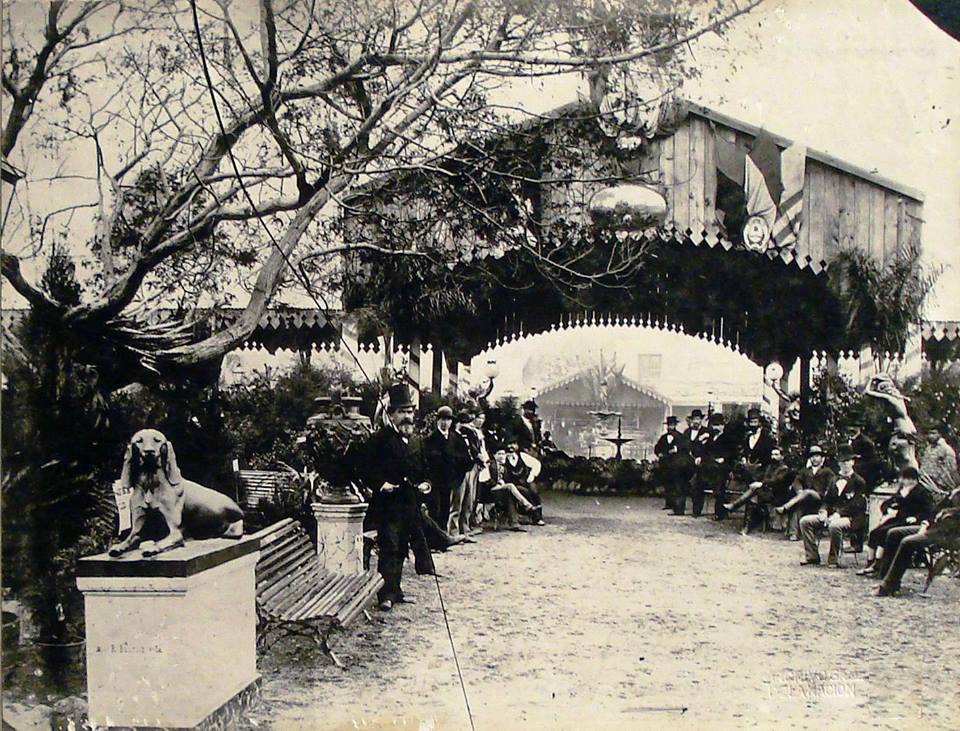
Primeira exposição rural realizada em Buenos Aires em 1875.

La Rural inclui seis pavilhões principais, dois pavilhões de equinos, um centro de convenções e o restaurante central, edificado em 1910 e considerado monumento histórico nacional. Entre os pavilhões, há o Amarillo, Verde, Ocre e Frers, este último declarado monumento nacional e construído em 1910 por iniciativa de Emilio Frers.